# Sūfān-e Soflá
Sūfān-e Soflá (persiska: سوفان سفلی, Soffān-e Pā’īn) är en ort i Iran.   Den ligger i provinsen Khuzestan, i den centrala delen av landet, 500 km sydväst om huvudstaden Teheran. Sūfān-e Soflá ligger 34 meter över havet och antalet invånare är 251.
Terrängen runt Sūfān-e Soflá är platt.Runt Sūfān-e Soflá är det ganska tätbefolkat, med 80 invånare per kvadratkilometer. Närmaste större samhälle är Zovīyeh-ye Do, 19,7 km sydväst om Sūfān-e Soflá. Trakten runt Sūfān-e Soflá är ofruktbar med lite eller ingen växtlighet.